# World Team Trophy 2013
Die World Team Trophy 2013 fand vom 11. bis 14. April 2013 in der Nationalen Sporthalle Yoyogi in der japanischen Hauptstadt Tokio statt.

## Teilnehmer
| Nation              | Herren                           | Damen                                      | Paare                                | Eistänzer                       |
| ------------------- | -------------------------------- | ------------------------------------------ | ------------------------------------ | ------------------------------- |
| Kanada              | Patrick Chan Kevin Reynolds      | Gabrielle Daleman Kaetlyn Osmond           | Meagan Duhamel / Eric Radford        | Kaitlyn Weaver / Andrew Poje    |
| Volksrepublik China | Wang Yi Yan Han                  | Li Zijun Zhang Kexin                       | Peng Cheng / Zhang Hao               | Yu Xiaoyang / Wang Chen         |
| Frankreich          | Brian Joubert Romain Ponsart     | Lenaelle Gilleron-Gorry Maé-Bérénice Méité | Vanessa James / Morgan Ciprès        | Pernelle Carron / Lloyd Jones   |
| Japan               | Takahito Mura Daisuke Takahashi  | Mao Asada Akiko Suzuki                     | Keines                               | Cathy Reed / Chris Reed         |
| Russland            | Maxim Kowtun Konstantin Menschow | Adelina Sotnikowa Jelisaweta Tuktamyschewa | Tatjana Wolossoschar / Maxim Trankow | Xenija Monko / Kirill Chaljawin |
| Vereinigte Staaten  | Max Aaron Jeremy Abbott          | Gracie Gold Ashley Wagner                  | Marissa Castelli / Simon Shnapir     | Madison Chock / Evan Bates      |

## Ergebnisse

### Endergebnis
| Rang | Nation              | Punkte |
| ---- | ------------------- | ------ |
| 1    | Vereinigte Staaten  | 57     |
| 2    | Kanada              | 51     |
| 3    | Japan               | 49     |
| 4    | Russland            | 39     |
| 5    | Volksrepublik China | 35     |
| 6    | Frankreich          | 31     |

### Herren
| Rang | Name                | Nation              | Punkte | KP | KP    | Kür | Kür    | Teampunkte |
| ---- | ------------------- | ------------------- | ------ | -- | ----- | --- | ------ | ---------- |
| 1    | Daisuke Takahashi   | Japan               | 249.52 | 2  | 80.87 | 1   | 168.65 | 12         |
| 2    | Patrick Chan        | Kanada              | 240.21 | 1  | 86.67 | 5   | 153.54 | 11         |
| 3    | Kevin Reynolds      | Kanada              | 237.65 | 9  | 73.52 | 2   | 164.13 | 10         |
| 4    | Max Aaron           | Vereinigte Staaten  | 236.62 | 6  | 77.38 | 3   | 159.24 | 9          |
| 5    | Takahito Mura       | Japan               | 233.68 | 5  | 77.65 | 4   | 156.03 | 8          |
| 6    | Jeremy Abbott       | Vereinigte Staaten  | 231.84 | 4  | 80.24 | 6   | 151.60 | 7          |
| 7    | Brian Joubert       | Frankreich          | 227.95 | 8  | 76.55 | 7   | 151.40 | 6          |
| 8    | Maxim Kowtun        | Russland            | 221.79 | 7  | 76.67 | 8   | 145.12 | 5          |
| 9    | Yan Han             | Volksrepublik China | 207.81 | 10 | 64.54 | 9   | 143.27 | 4          |
| 10   | Wang Yi             | Volksrepublik China | 183.57 | 11 | 58.30 | 10  | 125.27 | 3          |
| 11   | Romain Ponsart      | Frankreich          | 165.59 | 12 | 57.39 | 11  | 108.20 | 2          |
| Z    | Konstantin Menschow | Russland            |        | 3  | 80.60 | Z   |        |            |

- Z = Zurückgezogen

### Damen
| Rang | Name                     | Nation              | Punkte | KP | KP    | Kür | Kür    | Teampunkte |
| ---- | ------------------------ | ------------------- | ------ | -- | ----- | --- | ------ | ---------- |
| 1    | Akiko Suzuki             | Japan               | 199.58 | 2  | 66.56 | 1   | 133.02 | 12         |
| 2    | Ashley Wagner            | Vereinigte Staaten  | 188.60 | 4  | 59.77 | 2   | 128.83 | 11         |
| 3    | Gracie Gold              | Vereinigte Staaten  | 188.03 | 3  | 60.98 | 3   | 127.05 | 10         |
| 4    | Adelina Sotnikowa        | Russland            | 183.10 | 1  | 67.13 | 6   | 115.97 | 9          |
| 5    | Mao Asada                | Japan               | 177.36 | 5  | 59.39 | 5   | 117.97 | 8          |
| 6    | Li Zijun                 | Volksrepublik China | 171.50 | 9  | 53.16 | 4   | 118.34 | 7          |
| 7    | Kaetlyn Osmond           | Kanada              | 164.85 | 7  | 55.18 | 7   | 109.67 | 6          |
| 8    | Maé-Bérénice Méité       | Frankreich          | 159.71 | 6  | 58.51 | 9   | 101.20 | 5          |
| 9    | Zhang Kexin              | Volksrepublik China | 155.49 | 8  | 54.97 | 10  | 100.52 | 4          |
| 10   | Jelisaweta Tuktamyschewa | Russland            | 152.16 | 10 | 49.94 | 8   | 102.22 | 3          |
| 11   | Gabrielle Daleman        | Kanada              | 140.82 | 12 | 48.82 | 11  | 92.00  | 2          |
| 12   | Lénaëlle Gilleron-Gorry  | Frankreich          | 121.80 | 11 | 49.41 | 12  | 72.39  | 1          |

### Paare
| Rang | Name                                 | Nation              | Punkte | KP | KP    | Kür | Kür    | Teampunkte |
| ---- | ------------------------------------ | ------------------- | ------ | -- | ----- | --- | ------ | ---------- |
| 1    | Tatjana Wolossoschar / Maxim Trankow | Russland            | 210.47 | 1  | 74.41 | 1   | 136.06 | 12         |
| 2    | Meagan Duhamel / Eric Radford        | Kanada              | 191.15 | 2  | 69.94 | 2   | 121.21 | 11         |
| 3    | Peng Cheng / Zhang Hao               | Volksrepublik China | 174.40 | 4  | 58.62 | 3   | 115.78 | 10         |
| 4    | Vanessa James / Morgan Ciprès        | Frankreich          | 174.31 | 3  | 58.73 | 4   | 115.58 | 9          |
| 5    | Marissa Castelli / Simon Shnapir     | Vereinigte Staaten  | 172.30 | 5  | 57.18 | 5   | 115.12 | 8          |

### Eistanz
| Rang | Name                            | Nation              | Punkte | KT | KT    | Kür | Kür   | Teampunkte |
| ---- | ------------------------------- | ------------------- | ------ | -- | ----- | --- | ----- | ---------- |
| 1    | Madison Chock / Evan Bates      | Vereinigte Staaten  | 164.91 | 1  | 66.54 | 1   | 98.37 | 12         |
| 2    | Kaitlyn Weaver / Andrew Poje    | Kanada              | 160.08 | 2  | 62.42 | 2   | 97.66 | 11         |
| 3    | Xenija Monko / Kirill Chaljawin | Russland            | 149.27 | 3  | 59.47 | 3   | 89.80 | 10         |
| 4    | Cathy Reed / Chris Reed         | Japan               | 141.75 | 4  | 56.35 | 4   | 85.40 | 9          |
| 5    | Pernelle Carron / Lloyd Jones   | Frankreich          | 138.97 | 5  | 54.73 | 5   | 84.24 | 8          |
| 6    | Yu Xiaoyang / Wang Chen         | Volksrepublik China | 113.76 | 6  | 45.15 | 6   | 68.61 | 7          |